# Новороссийский сельсовет (Хакасия)
Новороссийский сельсовет — сельское поселение в Алтайском районе Хакасии.
Административный центр — село Новороссийское.

## История
Статус и границы сельского поселения установлены Законом Республики Хакасия от 7 октября 2004 года № 66 «Об утверждении границ муниципальных образований Алтайского района и наделении их соответственно статусом муниципального района, сельского поселения»

## Население
| 2002  | 2010  | 2012  | 2013  | 2014  | 2015  | 2016  |
| ----- | ----- | ----- | ----- | ----- | ----- | ----- |
| 2300  | ↘2170 | ↗2190 | ↘2176 | ↘2152 | ↘2122 | ↘2095 |
| 2017  | 2018  | 2019  | 2020  | 2021  |       |       |
| ↘2067 | ↘2064 | ↘2030 | ↘2017 | ↘1964 |       |       |

## Состав сельского поселения
В состав сельского поселения входят 5 населённых пунктов:
| № | Населённый пункт | Тип населённого пункта       | Население |
| - | ---------------- | ---------------------------- | --------- |
| 1 | Березовка        | деревня                      | ↘239      |
| 2 | Герасимово       | деревня                      | ↗148      |
| 3 | Летник           | деревня                      | ↘389      |
| 4 | Лукьяновка       | деревня                      | ↗407      |
| 5 | Новороссийское   | село, административный центр | ↗993      |

## Местное самоуправление
Администрация
с. Новороссийское, Щетинкина,  7
Глава администрации
- Абаринова Ольга Викторовна